# Červená skupina

Hertzsprungův–Russellův diagram znázorňující vývoj hvězd rozdílné hmoty. Červená skupina je označena RC na zelené čáře, která znázorňuje vývoj hvězdy s dvojnásobkem hmotnosti Slunce.

Červená skupina je útvarem v Hertzsprungově–Russelově diagramu hvězd. Považuje se za bohatou na kovy, což je protikladem horizontální větve. Zařazují se sem jasnější hvězdy jako hvězdy hlavní posloupnosti při stejné nebo vyšší povrchové teplotě (nebo chladnější hvězdy při srovnatelné svítivosti). Na Hertzsprung-Russelově diagramu se nacházejí vpravo. Toto stádium vývoje hvězdy je fází hoření helia, zatímco hlavní posloupnost je fází hoření vodíku.
Teoreticky jsou absolutní svítivosti hvězd červené skupiny značně nezávislé na složení nebo věku hvězdy, takže slouží jako standardní svíčky k odhadování astronomických vzdáleností uvnitř naší Galaxie, v okolních galaxiích a hvězdokupách.